# Karl-Heinz Klingbeil
Karl-Heinz Klingbeil (* 1924 in Berlin; † 2019) war ein deutscher Maler und Grafiker.

## Leben und Werk
Klingbeil absolvierte bis 1938 in Berlin-Wedding die Volksschule und machte bis 1942 eine Lehre als Feinmechaniker. Dann nahm er bis 1945 als Soldat der Wehrmacht am Zweiten Weltkrieg teil. Nach der Entlassung aus der Kriegsgefangenschaft arbeitete er ab 1947 als freischaffender Maler und Grafiker in Ostberlin. Er schuf vor allem Ölgemälde, Aquarelle, Pastelle, Handzeichnungen und Holzschnitte im Stil des Sozialistischen Realismus. Neben seiner künstlerischen Tätigkeit leitete er ab 1952 volkskünstlerische Mal- und Zeichenzirkel, u. a. im Reichsbahnausbesserungswerk „Roman Chwalek“ und insbesondere im Studio Otto Nagel in Berlin-Friedrichshain, zu dessen Gründern er gehörte. Dafür wurde er 1986 mit dem Preis für künstlerisches Volksschaffen geehrt. Eine Anzahl von Bildern, die Klingbeil bei seiner Tätigkeit im Studio Otto Nagel schuf, befindet sich im FHXB Friedrichshain-Kreuzberg Museum. Klingbeil arbeitete gelegentlich auch als Buchillustrator.
Seit den 1960er bis in die 1980er Jahre hielt Klingbeil sich mit Bekannten öfters zum Zelten in der Feldberger Seenlandschaft auf. Nach seinem Tod schenkte seine Tochter Karin Becker Bilder, die dabei entstanden, dem Kulturverein Feldberger Land. Bilder Klingbeils befinden sich auch im Museum Berlin-Karlshorst.

## Mitgliedschaften
- bis 1990: Verband Bildender Künstler der DDR
- ab 1990: Verein Berliner Künstler

## Rezeption
„Karl-Heinz Klingbeil hat mit seinen Berliner Stadtlandschaften die damalige „Hauptstadt der DDR“ auf einzigartige Weise dokumentiert. Aus heutiger Sicht gestatten seine Werke uns einen Rückblick in den Wiederaufbau des Ostteils der Stadt.“

## Weitere Werke (Auswahl)

### Tafelbilder
- Junge Pioniere begrüßen ihren Präsidenten (1952/1953, Öl)[3][4]
- Porträt eines sowjetischen Soldaten (1978, Öl, 61 × 50, 5 cm; Museum Berlin-Karlshorst)[5]
- Garten an der S-Bahn (1965, Öl)[6]
- o. T. / Maler bei der Arbeit und Bauarbeiter (Öl)[7]

### Aquarelle
- o. T. /Baustelle am Ostbahnhof (1969)[8]
- o. T. / Wohnhaus mit Fleischwarengeschäft (1976)[9]

### Zeichnungen
- o. T. / Hausfassade und Bauschutt (1985, Filzstift)[10]
- o. T. / Straßenszene an der Frankfurter Allee (Kugelschreiber, coloriert)[11]

### Druckgrafik
- Lenin (1970, Holzschnitt, 50 × 34,5 cm)[12]
- o.  T, / Bau und schöpferisches Wirken in Ostberlin (um 1980, Holzschnitt, 29,5 × 41 cm)[13]
- Frankfurter Tor (1980, Holzschnitt, 28,7 × 21 cm)[14]

### Buchillustration
- Peter Theek: Die große Fahrt. Der Kinderbuchverlag Berlin, 1954

### Kunstdidaktische Publikation
- Pastell. Eine praktische Anleitung. E. A. Seemann, Leipzig, 1968

## Ausstellungen (unvollständig)

### Personalausstellungen
- 1979: Berlin, Studio Otto Nagel („Grafisches und Farbiges von Karl-Heinz Klingbeil“)
- 1987: Berlin, Klub der Berliner Bauarbeiterjugend („Berlin baut auf – Malerei und Grafik von Karl-Heinz Klingbeil“)
- 2016: Berlin-Friedrichshain, Jacques’ Wein-Depot (Porträts und Landschaften)[15]
- postum 2022: Feldberg, Galerie im Haus des Gastes[16]

### Ausstellungsbeteiligungen
- 1952: Bautzen, Görlitz und Zittau (Wanderausstellung „Berliner Künstler“)

- 1957 und 1960: Berlin, Bezirkskunstausstellungen
- 1987: Berlin, Ephraim-Palais („Das Bild der Stadt Berlin von 1945 bis zur Gegenwart“)